# Selva montana de la falla Albertina
La selva montana de la falla Albertina es una ecorregión de la ecozona afrotropical, definida por WWF, y que se extiende por las montañas de la falla Albertina, el brazo occidental del Gran Valle del Rift, a lo largo de la frontera de la República Democrática del Congo con Uganda, Ruanda, Burundi y Tanzania. Está incluida en la lista Global 200.

## Descripción
Es una ecorregión de selva lluviosa que ocupa una extensión de 103.900 kilómetros cuadrados que incluyen, entre los lagos Alberto y Tanganica, los montes Virunga, Ruwenzori y parte de los montes Mitumba. Además, también están incluidos en esta ecorregión varios enclaves separados del área principal:
- los montes Azules del Congo, al oeste del lago Alberto,
- los montes Malimba y Magiba, también en el Congo, al oeste del lago Tanganica
- y tres enclaves en los montes Mahali, en Tanzania, al este del lago Tanganica.

Por encima de los 3500 metros es sustituida por el páramo de los montes Ruwenzori y Virunga.
Las precipitaciones anuales oscilan en general entre 1200 y 2200 mm, aunque en algunas áreas son incluso superiores.

## Flora
La flora dominante en esta ecorregión es la afromontana. No se ha hecho ningún estudio completo de la riqueza botánica de la región.

## Fauna
La fauna de la ecorregión es rica, aunque no hay estudios recientes de biodiversidad. 
Entre los primates destacan el cercopiteco de Hamlyn (Cercopithecus hamlyni), el cercopiteco de L’Hoest (Cercopithecus lhoesti), el chimpancé (Pan troglodytes) y, sobre todo, el gorila de montaña (Gorilla beringei).

## Endemismos
La falla Albertina es una de las ecorregiones más ricas en endemismos de África y una de las menos documentadas.
El número de vegetales estrictamente endémicos se estima en más de mil especies.
Entre los anfibios se cuentan 32 especies endémicas; entre ellas, 9 especies del género Hyperolius, 7 ranas grillo (Phrynobatrachus), 5 del género Anthroleptis y 3 del género Xenopus.
Solo se conocen 11 especies estrictamente endémicas de reptiles, con 4 camaleones del género Chamaleo y 4 eslizones del género Leptosiaphos.
Hay 30 especies estrictamente endémicas de aves y 25 de mamíferos; entre las últimas, 10 musarañas y 12 roedores. Destacan además la musaraña nutria enana de Ruwenzori (Micropotamogale ruwenzorii), una de las dos únicas especies de tenrec de África continental, y el gorila de montaña.

## Estado de conservación
En peligro crítico.
La densidad de población rural, sobre todo en Ruanda y Burundi, es de las más altas de África. La agricultura y la ganadería han destruido y fragmentado el hábitat. También la caza y la tala para leña son amenazas importantes, al igual que las recientes guerras en la región y los movimientos de población que han provocado.

## Protección
- Uganda:
  - Parque Nacional de los Montes Ruwenzori
  - Parque Nacional de la Selva Impenetrable de Bwindi
- República Democrática del Congo:
  - Parque nacional Kahuzi-Biega
  - Parque Nacional Virunga
- Ruanda:
  - Parque Nacional de los Volcanes
- Burundi:
  - Parque Nacional de Nyungwe
  - Parque Nacional Kibira
- Tanzania:
  - Parque Nacional de los Montes Mahali

Los cuatro primeros han sido declarados Patrimonio de la Humanidad por la Unesco.